# لانس كي
لانس كي (بالإنجليزية: Lance Key)‏ هو لاعب كرة قدم بريطاني في مركز حراسة المرمى، ولد في 13 مايو 1968 في Kettering ‏ في المملكة المتحدة. لعب مع أكسفورد يونايتد وأولدهام أثلتيك ودندي يونايتد وروشدين ودايموندز وشيفيلد وينزداي وشيفيلد يونايتد ونادي ألترينتشام ونادي روتشديل ونادي لينكولن سيتي ونادي هارتلبول يونايتد.

## وصلات خارجية
- لانس كي على موقع قاعدة بيانات كرة القدم.إي يو (الإنجليزية)
- لانس كي على موقع Soccerbase.com (لاعب) (الإنجليزية)
- لانس كي على موقع عالم كرة القدم.نت (الإنجليزية)